# 托利洛尔
托利洛尔是一种含氮有机化合物，化学式为C13H21NO2，可作为β受体阻滞剂。